# Georges Claude
Georges Claude (Parigi, 24 settembre 1870 – 23 maggio 1960) è stato un fisico e imprenditore francese, inventore di un procedimento per ottenere aria liquida (1902) e quindi per preparare ossigeno e azoto su scala industriale (processo Claude).

## Biografia
Pioniere nell'uso dei tubi al neon (1910) ossia della luminescenza per l'illuminazione pubblicitaria, è stato ideatore anche di un procedimento di sintesi dell'ammoniaca mediante una pressione (1917).
Questi, alcuni dei suoi principali contributi fra i molti offerti da Claude all'ingegneria chimica. In questo campo fu uno dei più importanti e più attivi ricercatori del nostro secolo e le conseguenze pratiche dei suoi lavori si sono dimostrate preziose in molteplici settori dell'industria.
Dopo aver studiato alla Scuola di fisica e chimica di Parigi, dal 1886 in poi fu capo laboratorio in una officina di elettricità, poi ingegnere in vari complessi industriali.
Nel 1924 era stato eletto membro dell'Accademia delle Scienze di Francia, ma nel 1944 ne fu espulso sotto l'accusa di aver collaborato con i tedeschi. Come collaborazionista fu imprigionato dal 1945 al 1949.